# Expérimentation médicale nazie

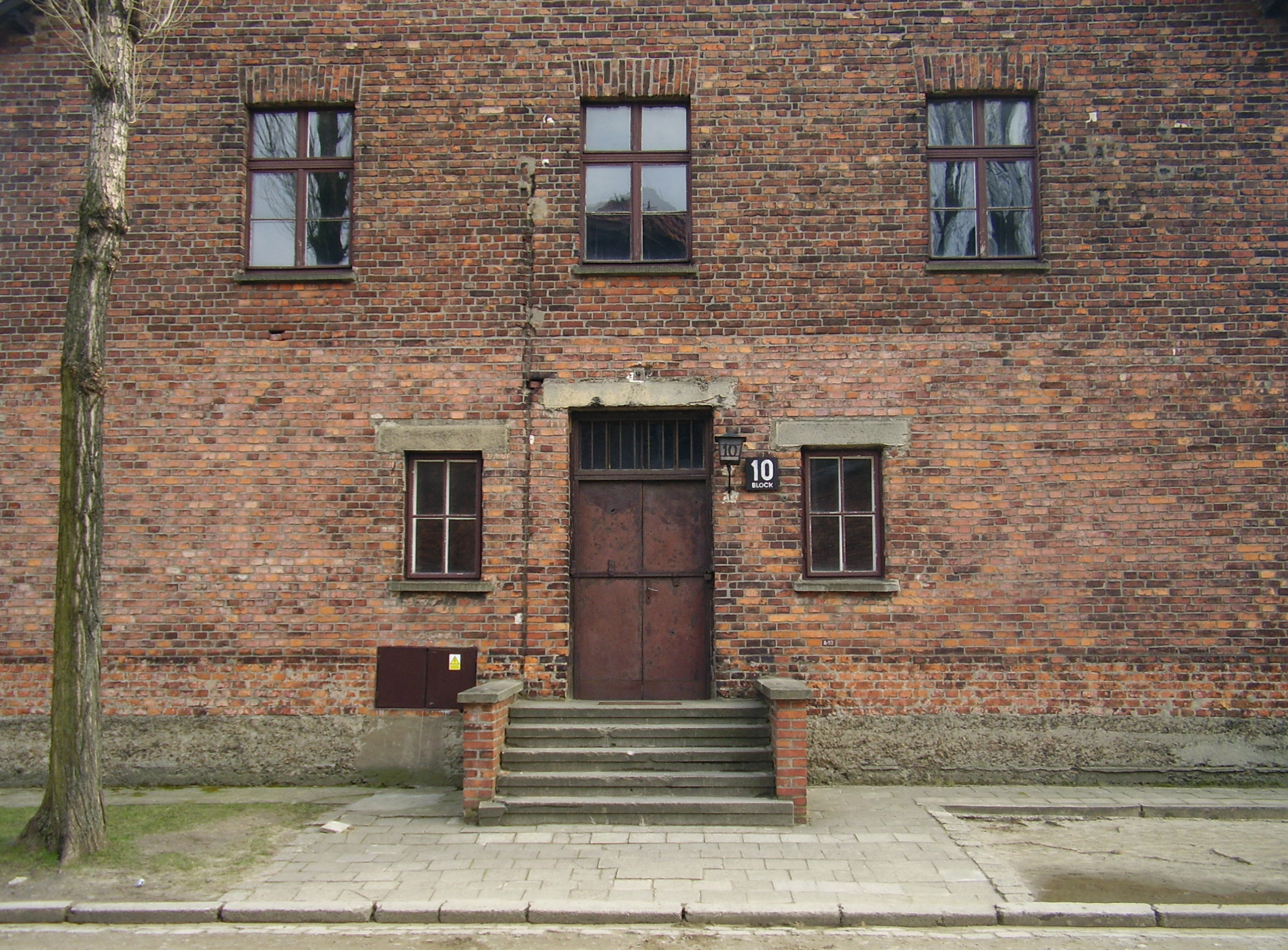
Le Block 10, lieu d'expérimentation « médicale» nazi à Auschwitz I.

L’expérimentation médicale nazie désigne les expériences médicales pratiquées en vertu de l'idéologie nazie par des médecins SS sur des déportés dans les camps de concentration et des instituts scientifiques, ainsi que par la société Ahnenerbe — héritage des ancêtres dont Heinrich Himmler était le président.

## Contexte
Les médecins nazis sont influencés par l'enseignement prodigué dans les facultés européennes de médecine au XIXe siècle : les promoteurs du racisme biologique, Arthur de Gobineau et Houston Stewart Chamberlain, construisent le mythe de la pureté de la race qui affirme la supériorité des races pures sur les races dites métissées. Les médecins allemands, dont 45 % sont membres du parti nazi (SA et SS) en 1942, empruntent un Sonderweg basé sur l’imaginaire médical de la souillure et l'hygiène raciale allemande développée par le médecin Alfred Ploetz, sur la notion d'espace vital forgée par le pharmacien Friedrich Ratzel puis sur le mythe de la race aryenne prôné par Adolf Hitler.
Les médecins nazis se voient eux-mêmes comme des hommes d'action (Tatmenschen) forgeant un monde nouveau. Ils ne soignent pas des individus, mais le peuple allemand considéré comme un corps total (Volkskörper). La survie de la race allemande purifiée relève d'un darwinisme social, où la lutte pour la vie nécessite de sacrifier les faibles et les indésirables. Cette dureté nécessaire, qui place l'intérêt de la race au-dessus de tout, constitue une auto-discipline, au cœur du système nazi.
Le programme Aktion T4 , qui euthanasie des personnes handicapées allemandes et les malades jugés incurables, est lancé en octobre 1939. Il est étroitement lié avec l'entrée en guerre. Son motif est d'abord économique : il s'agit de libérer des lits d'hôpitaux pour les armées allemandes, économiser de la nourriture et du matériel. Pour cela, il faut éliminer les « vies qui ne valent pas la peine d'être vécues ». Ce programme est le prélude des exterminations qui suivent,.
Le régime nazi dispose d'une centaine de spécialistes de la mise à mort issus des six stations d'euthanasie T-4, dont des médecins qui sont envoyés à Odilo Globocnik, chef de la SS et de la police du district de Lublin dans le cadre de l'Aktion Reinhard.

## Expériences
Les expériences dirigées par les médecins nazis se sont déroulées en dehors des règles d'usage de l'époque, en l'absence des protocoles scientifiques et des codes déontologiques actuellement admis et reconnus par la communauté scientifique et médicale internationale. Souvent pratiquées par un personnel non qualifié, pouvant choisir leurs victimes de façon arbitraire, ne leur laissant ni information, ni consentement, ni possibilité de retrait, elles exposaient les cobayes humains à des conditions cruelles, voire barbares pour les plus extrêmes d'entre elles, avec des apports scientifiques contestables voire inutiles.
Des expériences comme des inoculations de germes mortels (typhus) étaient également pratiquées, ainsi que des expériences sur l'alimentation, sur les gaz de combat, les brûlures au phosphore, des injections intraveineuses de phénol, essais de nouveaux sulfamides, etc. Ces expériences ont été commanditées par l'armée allemande (Wehrmacht, dont la Luftwaffe, et la Kriegsmarine).
L'utilisation de la population des camps de concentration est l'aboutissement logique d'une idéologie fondée sur le racisme et la notion de sujets sans valeur, assimilés à des parasites (rats, poux..) ou au cancer (les juifs comme cancer du peuple allemand). La mort de centaines de « sous-hommes » se justifie par la possibilité d'améliorer les chances de survie d'un seul pilote allemand. En novembre 1942, Himmler répond aux critiques concernant ces expériences médicales « dans le milieu médical chrétien, on accepte qu'un jeune pilote allemand risque sa vie, mais pas qu'un criminel dispensé de service militaire risque la sienne ».
La plupart des expériences sont menées au nom d'un effort de guerre, en raison d'une urgence nationale permettant de se passer de règles. D'autres sont en rapport avec une « hygiène raciale » (purifier, nettoyer, préserver la race allemande), ou encore pour donner un vernis scientifique à des lubies idéologiques (construire une histoire de type « biblique » du peuple allemand, remplaçant celle des juifs). Alors que la guerre se prolonge, les pertes allemandes commencent à se compter en centaines de milliers d'hommes, notamment sur le front de l'Est. Les chefs nazis jugent alors qu'ils perdent les meilleurs, ce qui justifie encore plus l'extermination dans les camps considérée comme un rééquilibrage, la population des camps étant faite « d'existences de ballast ».
En allemand, le mot Opfer signifie à la fois « sacrifice » et « victime sacrificielle ». En 1941, après un naufrage qui causa la mort de centaines de personnes, Claus Schilling, spécialiste du paludisme, déclara : « Si nous pouvions sacrifier le même nombre de personnes qui viennent de mourir inutilement, il n'y aurait pas de maladie qui ne puisse être vaincue ». Un an plus tard, il mettait son idée en pratique à Dachau.

### Camp de Dachau
Pour un article plus général, voir Camp de concentration de Dachau.
Commanditées par la Luftwaffe (expériences menées par Sigmund Rascher) :
- expériences de survie en haute altitude, dépressurisation et défaut d'oxygène, de mars à août 1942, plus de 200 victimes[9] ;
- expérience sur l'hypothermie, survie en eau glacée, de août 1942 à mai 1943, 250 victimes[10].

Commanditées par la Luftwaffe et la Kriegsmarine :
- expériences sur l'eau de mer potable, ingestion d'eau salée, de juillet à septembre 1944, 40 victimes[11].

Commanditées par la Wehrmacht :
- essai de vaccination contre le paludisme, février 1942 à avril 1945, 1 100 cobayes humains et nombre inconnu de victimes.

### Camp de Ravensbrück
Pour un article plus général, voir Ravensbrück.
Commanditées par la Wehrmacht, pour le traitement et la réparation des plaies de guerre (expériences menées par Karl Gebhardt et Fritz Fischer) sur les Lapins de Ravensbrück, 74 jeunes femmes polonaises déportées de Lublin :
- expériences sur la reconstitution de l'os sans périoste (entamée après l'attentat contre Reinhard Heydrich et son décès des suites de ses blessures, afin d'évaluer s'il aurait pu être sauvé et comment) ;
- expériences sur la gangrène gazeuse (75 victimes) (essai de sulfamidé) ;
- expériences sur la régénération de muscles, de nerfs et d'os (nombre inconnu de victimes) ;
- expériences de stérilisation de femmes ;
- expériences de greffes de peau ;
- expériences mystérieuses avec une poudre blanche non identifiée à ce jour (selon Bruno Halioua, il s'agissait de sulfamides[13], précurseurs historiques des antibiotiques).

Commanditées par divers instituts de médecine ou d'hygiène raciale :
- expériences de stérilisation de femmes, mars 1941 - janvier 1945 : à Ravensbrück, les déportées soumises à ces expériences étaient appelées les « lapines » (à cette époque, dans le reste du monde, les lapines étaient utilisées comme animal de laboratoire pour l'étude des hormones féminines).

### Camp d'Auschwitz
Pour un article plus général, voir Auschwitz.
Le docteur Josef Mengele, dont les projets portent sur l'étude du noma, maladie qui provoque de graves mutilations faciales et dont il pense qu'elle a un caractère héréditaire, particulièrement fréquent chez les Tziganes, traite un grand nombre d'enfants souffrant de cette maladie, en leur administrant des vitamines et des sulfamides ; mais dès que les progrès sont suffisants pour attester de l'efficacité du traitement, il interrompt celui-ci et laisse les enfants rechuter. Dans la ligne de son mentor Otmar von Verschuer, il met également en place des programmes de recherche pseudo-scientifiques portant sur les jumeaux. « Il a également rassemblé des personnes ayant des anormalités physiques, des bossus, des transsexuels, etc.. »
Carl Clauberg mène des expériences de stérilisation par injections intra-utérines, et de stérilisation de masse (hommes et femmes) par rayons X (150 expériences). Dans ce dernier cas, il s'agissait de savoir s'il était possible de stériliser deux ou trois millions de juifs pour les utiliser comme main-d'œuvre. En 1943, Clauberg se félicite d'une méthode lui permettant de stériliser mille femmes par jour.

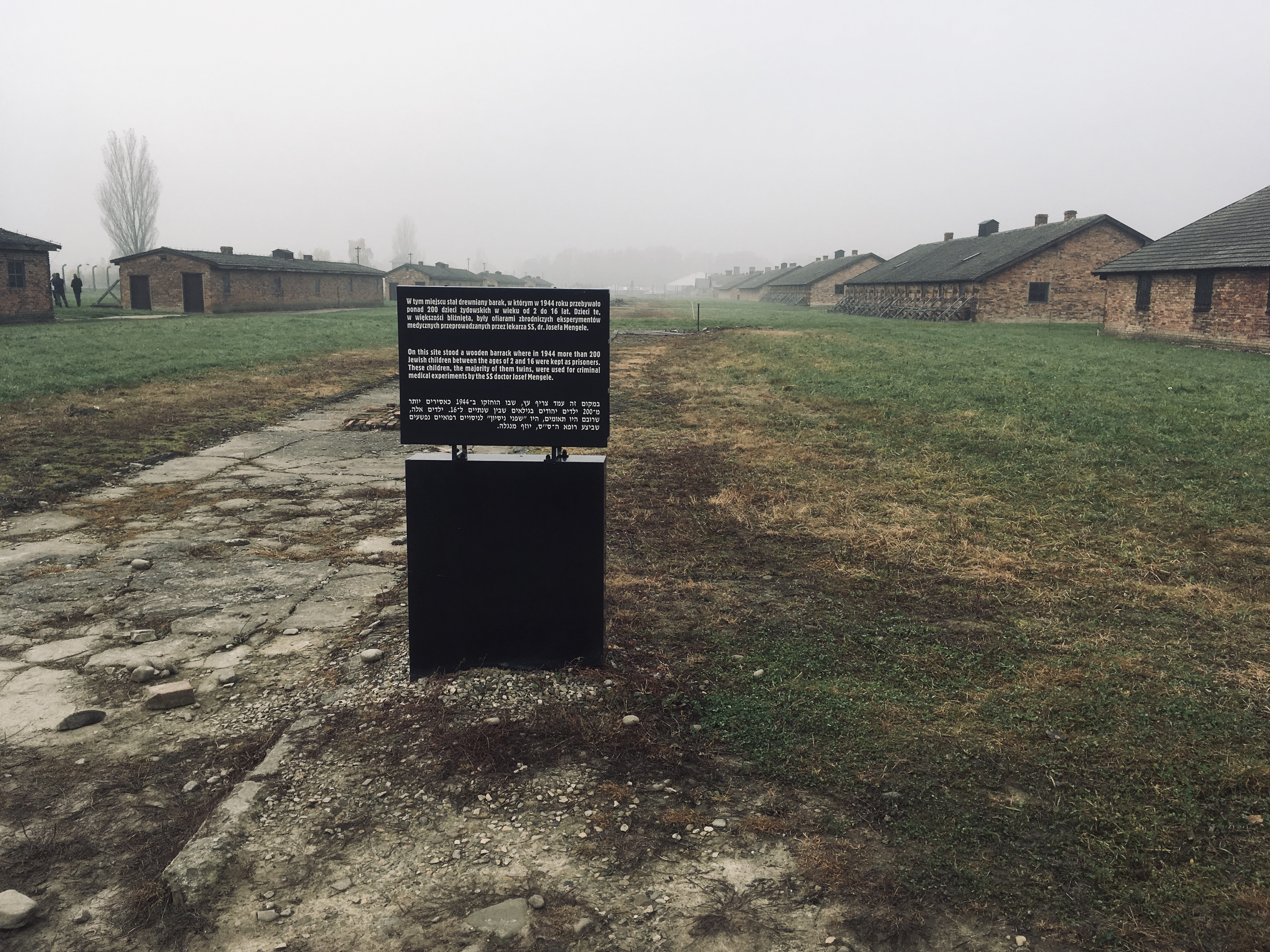
Reste du pavillon d'expérimentations de Josef Mengele à Auschwitz II.

- Étude de l'évolution du cancer de l'endomètre (au moins 50 victimes)
- Expériences sur les phlegmons (au moins 30 victimes)
- Examens de l'atrophie du foie.
- Modification dans l'organisme sous l'influence de la faim.
- Expériences sur les enfants ou adultes jumeaux (111 victimes).
- Expériences avec de la mescaline : obtention d'aveux.
- Expériences à l'aide de brûlures (16 victimes).
- Expériences par électrochocs sur des aliénés.
- Expériences avec le sérum sanguin, afin d'obtenir un titre d'agglutination plus élevé, mélange de sang des groupes A II et B III.
- Expériences sur la malaria.
- Fabrication de moulages en plâtre d'organes génitaux féminins.

### Camp de Natzwiller
Pour un article plus général, voir Camp de concentration de Natzweiler-Struthof.

#### Expériences sur le typhus
Menées par Eugen Haagen, les recherches visent à trouver le meilleur vaccin contre le typhus. Cette maladie (transmise par les poux) était endémique en Europe de l'Est. Pour l'armée nazie, elle était aussi dangereuse que le froid sur le front russe. Aujourd'hui encore, il n'existe pas de vaccin suffisamment sûr et efficace contre le typhus, entre autres parce que la maladie est difficile à reproduire chez l'animal.

#### Collection de squelettes
Cette collection est le fait d'August Hirt, de l'université du Reich de Strasbourg, dans le cadre de l'Ahnenerbe (« Héritage des ancêtres »). Il ne s'agit pas à proprement parler d'expériences, mais de sélections de juifs à gazer pour une collection de squelettes juifs. Il s'agissait d'étudier les crânes et les os pour y trouver les caractéristiques des juifs. Le but en est de remplacer l'histoire biblique des Juifs par une histoire scientifique et archéologique des Aryens, provenant du plateau central du Tibet et qui auraient fondé l'Atlantide.

#### Expériences sur le phosgène
Ces expériences (300 victimes) sont menées par Otto Bickenbach. Il conduisit des expériences avec le gaz phosgène sur 15 détenus de droit commun et des tziganes dans la chambre à gaz du camp de concentration de Natzweiler-Struthof, qui moururent dans d'atroces souffrances, toussant et crachant des morceaux de poumons.

### Camp de Buchenwald
Pour un article plus général, voir Buchenwald.
Ces expériences sont menées par Erwin Ding-Schuler et Waldemar Hoven :
- expériences de traitements hormonaux sur des homosexuels (cf. aussi Carl Vaernet) ;
- expérience sur le paludisme ;
- stérilisations massives ;
- expériences de « traitement » au phénol ;
- essais de vaccins de typhus exanthématique ;
- contrôle du vaccin de la fièvre jaune (485 cobayes humains) ;
- immunisation avec des vaccins de Frankel (gangrène gazeuse) (15 victimes) ;
- expériences hormonales ;
- expériences sur la pervitine ;
- expérience sur des bombes incendiaires au caoutchouc phosphoreux (5 victimes) ;
- expériences en grand nombre sur des vaccins ou pseudo-vaccins contre la dysenterie, l'hépatite épidémique, la tuberculose, etc.

## Responsabilités
Les experts militaires alliés chargés d'enquêter sur ces expériences montrèrent que les motivations étaient de deux sortes : les uns foncièrement guidés par l'ambition personnelle de gravir rapidement les échelons dans l'appareil administratif, les autres dans une démarche engagée et idéologique, voulaient contribuer en tant que serviteur sincère et fanatique de l'État national-socialiste, à asseoir la domination du régime nazi sur l'Europe.
Les témoignages des rescapés soulignent le caractère pathologique des conditions qui entouraient ces expériences : une véritable folie s'installait dans certains camps (en particulier Buchenwald et Dachau), où tous types d'expériences étaient pratiqués, de la plus inepte à la plus atroce, le plus souvent sur un coup de tête d'un garde SS.
À la fin de la guerre, 23 personnes impliquées dans des expériences sur des humains, dont 20 médecins (dont une femme) et trois officiels nazis, sont jugées au cours d'un procès connu comme le « procès des médecins », le premier de la série de procès qui suit le premier procès de Nuremberg, celui des hauts dignitaires nazis.
7 personnes sont acquittées (de crimes contre l'humanité, mais condamnées pour appartenance à une organisation criminelle), 7 autres condamnées à mort et exécutées, 5 à la prison à perpétuité, et 4 à de longues peines de prisons. Des médecins nazis recherchés pour être jugés, se sont suicidés avant la tenue du procès comme Enno Lolling, d'autres ont pu s'enfuir en Amérique Latine, comme Joseph Mengele, enfin August Hirt, cru longtemps disparu sans laisser de traces, s'est suicidé en 1945.

## Bilan
À la suite du procès des médecins, en 1947, est élaboré un ensemble de principes, le code de Nuremberg, qui pose les bases de la bioéthique et de ce qui est tolérable en matière d'expérimentation sur l'humain.
Afin de masquer les atrocités commises, la plupart des rapports expérimentaux des camps de concentration ont été détruits avant la libération des camps par les forces alliées. Cependant, une grande masse d'informations a pu être retrouvée, dans le cadre des comptes rendus adressés par les expérimentateurs à Heinrich Himmler. Notamment un rapport de 56 pages sur les expériences d'hypothermie au camp de concentration de Dachau, signé de Sigmund Rascher, et daté du 21 octobre 1942.
Ce rapport a été publié, analysé et commenté aux États-Unis en 1946 (rapport Alexander). De 1946 à 1984, près de 45 articles scientifiques ont fait référence à ce rapport, alors que la grande majorité des études sur l'hypothermie ne le faisait pas.
En 1990, une nouvelle analyse est publiée ; elle montre, outre les aspects criminels (et pas simplement violation de règles éthiques), que ces travaux n'ont pas de crédibilité scientifique, que les conclusions ne sont pas en accord avec la présentation des données. D'un point de vue méthodologique, ces expériences, sans protocole clair, ne sont pas « reproductibles », et d'un point de vue statistique, elles ne sont pas représentatives (absence de définition, catégories non précisées, données inconsistantes, sujets en grande souffrance physique et mentale). Il y aurait enfin des pratiques frauduleuses (falsification ou de fabrication de données).
La parution de cette nouvelle analyse a provoqué une nouvelle discussion : fallait-il republier les travaux nazis, même pour les critiquer ? Dire que les travaux nazis n'ont pas de valeur scientifique signifie-t-il qu'ils auraient été acceptables s'ils avaient été bien conduits ? Faut-il faire vraiment deux analyses séparées : éthique et scientifique ?
Scientifiquement, ces expériences n'apprirent rien que l'on ne sût déjà sur l'hypothermie, la mescaline, la consommation d'eau salée, l'évolution des plaies ouvertes ou le déroulement des maladies infectieuses (jusqu'à la mort). En ce qui concerne l'hypothermie, ces expériences ont pu aboutir aussi à des conclusions qui se sont révélées fausses.
En 1990, l'éditorialiste du New England Journal of Medicine conclut : « Certes, la connaissance est importante, mais dans une société qui se respecte, elle est moins importante que la façon de l'obtenir ».
L'Atlas Pernkopf, ou Atlas d'anatomie humaine topographique et appliquée, écrit entre 1937 et 1955 est toujours utilisé constitue encore aujourd'hui «le meilleur exemple de dessins anatomiques au monde». Il offre entre autres une précision inégalée pour «déterminer lequel des nombreux petits nerfs qui traversent notre corps est potentiellement à l'origine de la douleur».